# Glamourfotografie

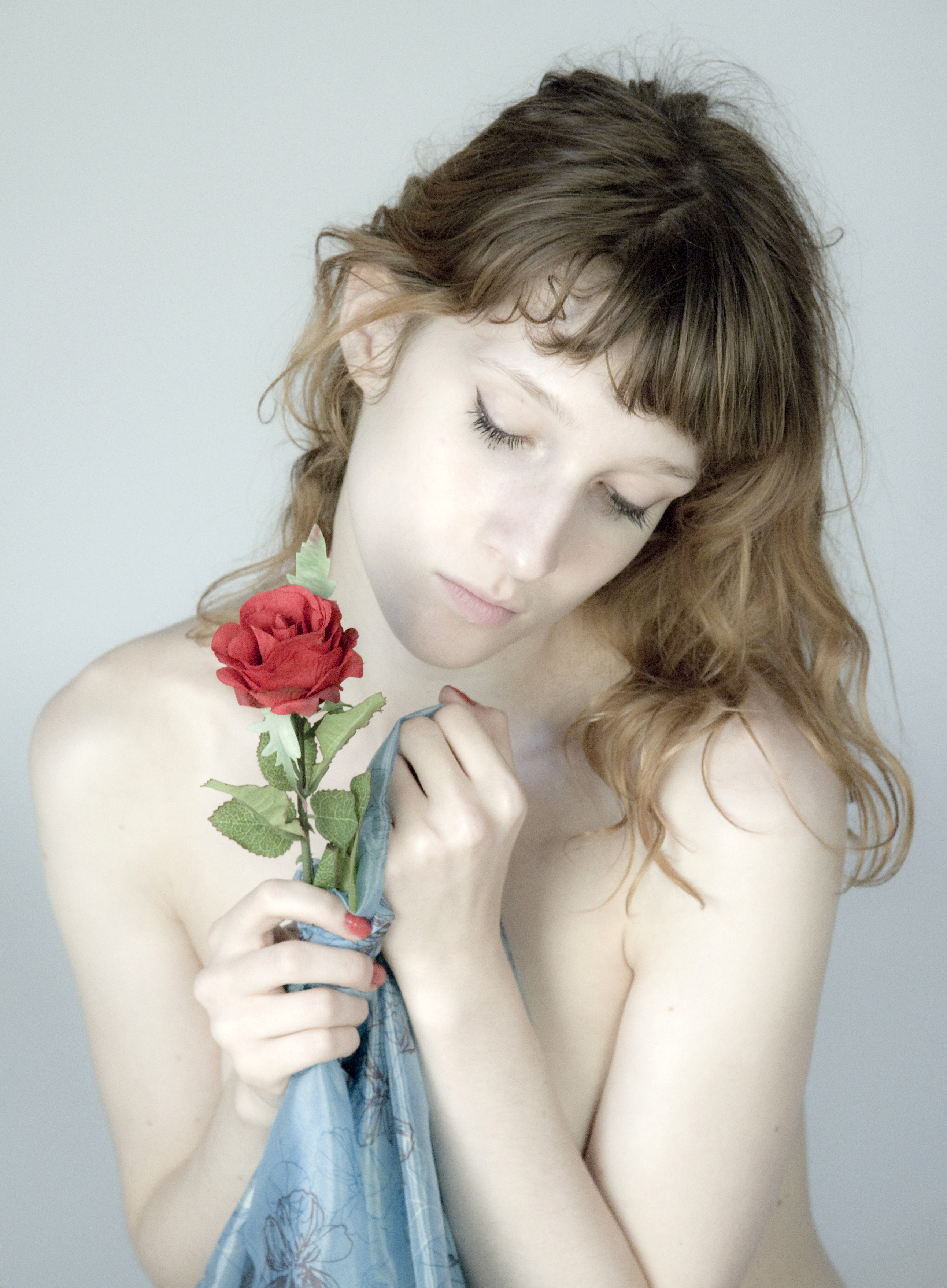
Glamourfotografie

Glamourfotografie is een breed begrip waarin een persoon wordt geportretteerd van volledig gekleed tot volledig naakt, maar altijd in een erotische pose.
In de regel worden deze foto's door professionele fotografen en modellen gemaakt en commercieel gebruikt voor kalenders, cosmetica en magazines als Playboy. Het nabewerken van de foto's is dan ook zeer gebruikelijk. Hierbij moet men denken aan bijvoorbeeld het gladder maken van de huid, het weghalen van puistjes en vlekjes of het slanker maken van de taille.